# Papken I.
Papken I. Guleserian (* 23. März 1868 in Aintab; † 1936 in Antelias) war Katholikos-Koadjutor des Großen Hauses von Kilikien der Armenischen Apostolischen Kirche.

## Leben
Der Sohn des Avedik und der Sophia (Nazarian) Guleserian ging im Heimatort Aintab zur Schule und trat danach in das Theologische Seminar von Armasch bei İzmit ein. Im Juni 1895 empfing er die Priesterweihe und wurde im Oktober 1897 Wardapet, später für zwei Jahre Abt des Klosters Armasch. 1909 wurde er zum Oberhaupt der armenischen Diözese Angora (heute: Ankara) bestellt und 1910 in Etschmiadsin zum Bischof ordiniert. Krankheitshalber reiste er 1914 in die USA und entging so dem Völkermord von 1915 bis 1918. Von 1925 bis 1930 lehrte er Theologie an der Geistlichen Akademie des armenischen Patriarchats in Jerusalem. Zur Unterstützung des greisen Katholikos Sahag II. Khabayan von Kilikien wurde er im Sommer 1928 zum Koadjutor gewählt und am 26. April 1931 in Aleppo zum Katholikos geweiht. Von 1927 bis 1939 fungierte er als Herausgeber der in Jerusalem erscheinenden armenischen Zeitschrift „Sion“  (Սիոն). Vor allem seiner Tatkraft wird die Reorganisation des heimatvertriebenen kilikischen Katholikats ab 1930 in Antelias bei Beirut verdankt.

## Veröffentlichungen
- Papken Gulesserian: The Armenian Church. 2. Auflage, New York 1939.